# Aeroportul Chester County G. O. Carlson
Aeroportul Chester County G. O. Carlson (IATA: CTH, ICAO: KMQS, FAA LID: MQS) este un aeroport din Pennsylvania, Statele Unite ale Americii. Aeroportul a fost tranzitat în 2019 de 334 de pasageri.
Situat la o altitudine de 201 m, aeroportul dispune de 1 pistă.

## Infrastructură

### Piste
Aeroportul dispune de o singură pistă. Pista 11/29 are suprafața de asfalt și dimensiunile 5.400 picioare × 100 picioare. 